# Gua Ah-leh
Gua Ah-leh (归亚蕾S, Guī Yà LěiP; Changsha, 2 giugno 1944) è un'attrice e cantante taiwanese.
In occasione del centenario della nascita dell'industria cinematografica in Cina nel 2005, la China Film Performance Art Academy l'ha inserita nella lista dei "100 migliori attori in 100 anni di cinema cinese".